# Kengyel (lószerszám)

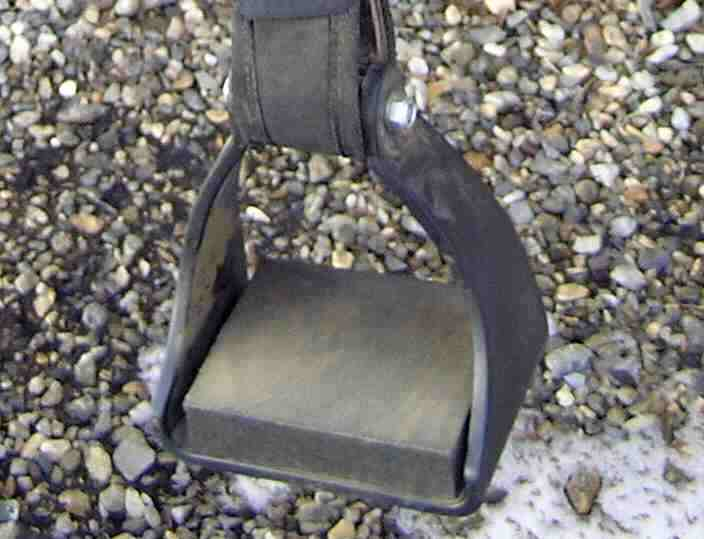
Modern kengyel

A nyeregről jobbról és balról lelógó, állítható bőrszíjakra szerelt lábtartó. Ezzel egyrészt a lovas fölléphet a nyeregbe, másrészt lovaglás közben lábbal tarthatja magát. Kényelmi szerepe mellett az a nagy jelentősége, hogy kengyelben állva sokkal nagyobb mozgástere van a harcoló lovas felsőtestének, mint nélküle.

## Története

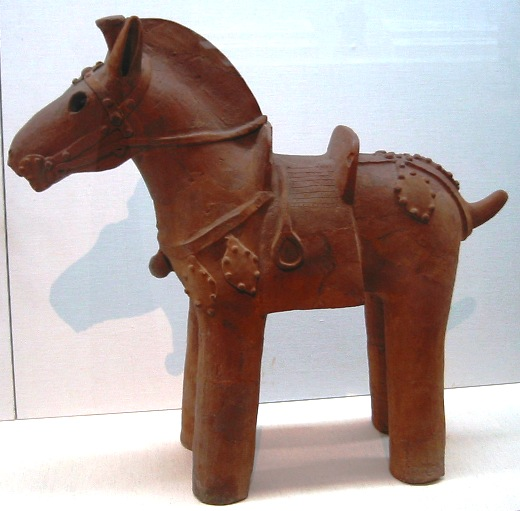
6. századi, Japánból előkerült lószobrocska kengyellel és nyereggel

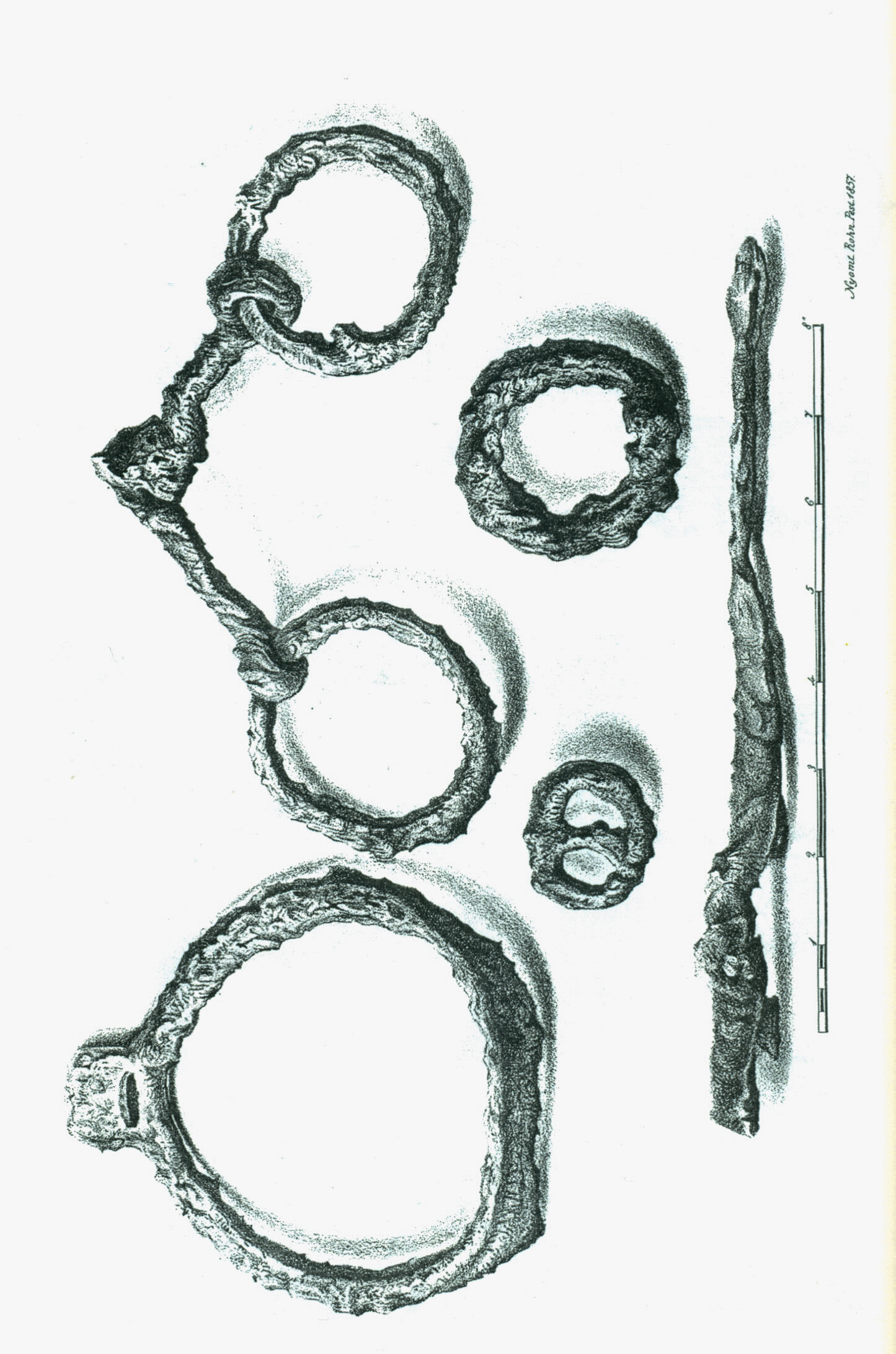
Kengyel rajza, a verebi honfoglalás kori sírlelet alapján

I. e. 200 táján (esetleg már 500 körül) Indiában jelennek meg olyan kötélhurkok, amelyekbe a mezítlábas lovas a nagylábujját illesztheti bele a lóra szállás megkönnyítésére. Nyilvánvaló módon ez csak ott terjedhetett el, ahol mezítláb lehetett lovagolni. Ezután Ázsia északibb, hidegebb vidékein terjedt el, és alakja módosult. Ekkor már nemcsak egy lábujj fért bele, hanem a lovas teljes lábfeje, lábbelije.
Európában először az avarok használták. A 8. században egész Európában elterjedt, de a nyugati – elsősorban a frank – nehézlovasság csak a 10. századtól alkalmazta nagyobb mértékben, majd ez lett a középkori lovagság alapja is.
A kengyel eredetileg készülhetett kötélből, szíjból, fából és csontból, később egyre inkább a fém kengyel terjed el. Ez lehet vas, réz, újabban alumínium, esetleg bőrrel bevonva. De mai napig használatos és kapható fakengyel is.